# Goubellat (délégation)
Goubellat est une délégation tunisienne dépendant du gouvernorat de Béja.
En 2014, elle compte 15 762 habitants dont 8 015 hommes et 7 747 femmes répartis dans 3 798 ménages et 4 073 logements.